# 지방도 제706호선
지방도 제706호선은 전북특별자치도 군산시 성산면 고봉리 고봉교차로에서 익산시 용안면 교동리 용안입구교차로를 잇는 전북특별자치도의 지방도이다. 기점인 고봉교차로에서 마동교 구간은 국도 제27호선에서 서해안고속도로로 연결되는 군산 나들목으로 가기 위한 진입로이다 보니 차선 폭이 넓다. 대부분 구간이 금강을 따라 이어지는 것이 특징이다.

## 주요 경유지
- 군산시
  - 성산면 고봉교차로 - 마동교(마동교차로) - 군산 나들목 - 군장대학교 - 여방리
  - 나포면 서왕삼거리 - 신성삼거리 - 주곡리 - 용호초리입구 - 교동마을(나포면사무소 소재지) - 옥곤리 - 나포삼거리

- 익산시
  - 웅포면 웅포리 - 웅포삼거리 - 웅포면행정복지센터 - 베어리버골프리조트 - 신촌삼거리 - 고창리 - 맹산사거리 - 제성리 - 대붕암리
  - 성당면 성포삼거리
  - 용안면 난포리 - 덕용리 - 용안사거리 - 용안입구교차로

## 도로명
- 군산시 성산면 고봉 교차로 ~ 군장대학교 : 구암로
- 군산시 성산면 군장대학교 ~ 나포면 옥곤리 : 십자들로
- 익산시 웅포면 웅포리 ~ 웅포삼거리 : 철새로
- 익산시 웅포면 웅포삼거리 ~ 용안면 난포리 : 강변로
- 익산시 용안면 난포리 ~ 용안입구 교차로 : 현내1로